# Língua cipo
Cipu (Cicipu), ou Western Acipaé uma língua Kainji falada por cerca de 20 mil pessoas no noroeste da Nigéria. Esses falante se chamam de  Acipu .
Como a maioria das línguas benue-congolesas, Cipu tem um complexo sistema de classes de substantivo]]. Possui uma fonologia bastante complexa, com vocabulário léxico-gramatical com tons, harmonia vocálica e nasalização.
Praticamente todos os falantes de Cipu falam o hauçá. Muitos também falam outras línguas próximas.

## Classificação
Cipu faz parte das línguas Kambari do ramo das línguas nigero-congolesas.
A classificação publicada mais recente  tem Cipu como parte das línguas Kamuku, grupo Kainji Ocidental junto com a língua Acipa Oriental. No entanto, estudos mais detalhados  mostraram que isso é improvável.

## Outros nomes
Ethnologue atualmente lista Cipu como 'Acipa Ocidental'. No entanto, o nome 'Acipa Ocidental' não é mais usado fora do  Ethnologue , e uma solicitação foi feita para alterar isso. Em hauçá, a língua é chamada Acipanci e os Que a falam são denominados Acipawa.

## Geografia
Cicipu é falado na Nigéria por aproximadamente 20 mil, dividido entre Sakaba Área do Governo Local - Kebbi (estado) e Kontagora, Área do Governo Local – Níger (estado).

## Dialetos
Os próprios Acipu reconheceram sete variedades distintas de Cicipu. Os nomes dos dialetos são os seguintes (com os nomes hauçás correspondentes entre parênteses):
- Tirisino (Karishen)
- Tidipo (Kadonho)
- Tizoriyo (Mazarko)
- Tidodimo (Kadedan)
- Tikula (Maburya)
- Ticuhun (Kakihum)

## Vocabulário
Um grande número de palavras Cicipu são empréstimos da lingua franca hauçá. A pronúncia de muitos destes empréstimos mudou para se encaixar com a fonologia Cicipu, em particular no que diz respeito à harmonia vocálica.

## Fonologia
O tipo mais comum de sílaba Cicipu é CV, embora haja argumentos razoavelmente fortes para que se suponham algumas N e CVN. Um pequeno número de raízes nominais e verbais começa com uma sílaba V. Contrastes de tom léxico são encontrados em substantivos, e.  kayay   casa 'e' 'kayay'  feijão ', mas não em verbos (embora o tom gramatical seja importante para verbos.

### Vogais

Gráfico de vogais do dialeto de Tirisino de Cipu

O Cicipu possui um sistema assimétrico de seis - vogais. Todas as vogais podem ser longas ou curtas, e todas têm contrapartes nasalizadas. Existem quatro ditongos: / ei /, / eu /, / ai / e / au /.
| Monotongos   | Anterior | Central | Posterior |
| ------------ | -------- | ------- | --------- |
| Fechada      | i, iː    |         | u, uː     |
| Meio Fechada | e, eː    |         | o, oː     |
| Meio-Aberta  |          |         | ɔ, ɔː     |
| Aberta       |          | a, aː   |           |

### Consoantes
A extensão da consoante é contrastiva em Cicipu, e. yuwo 'caur' vs. yuwwo g Qualquer consoante pode ser alongada.
|                    |                | Labial | Dental ou alveolar | Pós-alveolar ou palatal | Velar      | Velar  | Glotal      | Glotal | Glotal |
| Plana              | Labializada    | Labial | Dental ou alveolar | Pós-alveolar ou palatal | Palatizada | Plaina | Labializada |        |        |
| ------------------ | -------------- | ------ | ------------------ | ----------------------- | ---------- | ------ | ----------- | ------ | ------ |
| Plosiva e Africada | Surda          | p      | t                  | tʃ                      | k          | kʷ     | ʔʲ          | ʔ      | ʔʷ     |
| Plosiva e Africada | Sonora         | b      | d                  | dʒ                      | ɡ          | ɡʷ     |             |        |        |
| Plosiva e Africada | Implosiva      | ɓ      | ɗ                  |                         |            |        |             |        |        |
| Fricativa          | Surda          |        | s                  |                         |            |        | hʲ          | h      | hʷ     |
| Fricativa          | Sonora         | v      | z                  |                         |            |        |             |        |        |
| Nasal Oclusiva     | Nasal Oclusiva | m      | n                  |                         |            |        |             |        |        |
| Rótica             | Rótica         |        | ɾ                  |                         |            |        |             |        |        |
| Aproximante        | Aproximante    |        | l                  | j                       |            | w      |             |        |        |

## Escrita
Cicipu não tem hoje uma forma escrita, embora uma proposta preliminar de ortografia tenha sido feita, e um pequeno número de livros de avaliação tenha circulado..